# Toehider
Toehider ist eine Rockband aus Melbourne, Australien. Die Bandbreite ihrer Musik ist außergewöhnlich groß. Ihre Einflüsse beinhalten Progressive Rock, Pop, Hard Rock, Metal und Folk. Sie selbst sehen sich musikalisch beeinflusst von Queen und Kornog sowie von Comics (Dr. Seuss) und Cartoon-Serien (Robostory).

## Geschichte
Toehider wurde 2008 von Michael Mills gegründet. Nach Erscheinen ihrer Debüt-EP Toe Hider im selben Jahr wurden von Mai 2009 bis April 2010 weitere zwölf EPs im Rahmen eines 12in12-Projektes veröffentlicht, bei dem in zwölf aufeinander folgenden Monaten jeweils am Zwölften eines Monats das Release erfolgte. Bei diesen Aufnahmen experimentierte die Band mit unterschiedlichen Musikstilen. Die EPs wurden jeweils mit Cover-Artwork und 2-seitigem Comic von ihrem Grafiker Andrew Saltmarsh ausgestattet. Die erste dieser zwölf EPs Children of the Sun, die Bearbeitungen von Cartoon-Musik enthielt, musste allerdings aus Copyright-Gründen wieder zurückgezogen werden.
2011 erfolgte die Veröffentlichung ihres Debüt-Albums To Hide Her. Die 2012 erschienene EP Children of the Sun Part 2 enthält wieder Bearbeitungen von Cartoon-Musik. Das zweite Album der Band What Kind of Creature Am I? wurde 2014 veröffentlicht. 2015 wurde die EP Mainly Songs About Robots mit Vinny Appice am Schlagzeug aufgenommen und im September desselben Jahres veröffentlicht.
Mastermind Michael Mills hatte Gastauftritte als Sänger auf den Ayreon-Alben The Theory of Everything und The Source sowie in dem Live-Projekt The Universe.

## Diskografie
Alben
- 2011: To Hide Her (Bird’s Robe Records)
- 2014: What Kind of Creature Am I? (Bird’s Robe Records)
- 2017: Good
- 2020: I Like It!
- 2022: I Have Little To No Memory of These Memories

EPs
- 2008: Toe Hider (Eigenveröffentlichung)
- 2009: Not Much of a Man (Eigenveröffentlichung)
- 2009: Old, Old, Old (Eigenveröffentlichung)
- 2009: Toehider Too! (Eigenveröffentlichung)
- 2009: How Did Counterquistle Lose His Pyjamas (Eigenveröffentlichung)
- 2009: Metaltarsus (Eigenveröffentlichung)
- 2009: In All Honesty (Eigenveröffentlichung)
- 2009: Under the Mistletoe (Eigenveröffentlichung)
- 2010: 9 (Eigenveröffentlichung)
- 2010: Do You Believe in Monsters? (Eigenveröffentlichung)
- 2010: Never Mind the Hallux (Eigenveröffentlichung)
- 2010: Done and Dusted (Eigenveröffentlichung)
- 2012: Children of the Sun Part 2: Another Collection of Under-appreciated Cartoon Themes from the 70's, 80's and 90's (Eigenveröffentlichung)
- 2015: Mainly Songs About Robots (Eigenveröffentlichung)

Singles
- 2011: The Most Popular Girl in School (Bird’s Robe Records)
- 2012: Smash It Out (Bird’s Robe Records)
- 2013: All I Want for Christmas Is You (feat. Phoebe Pinnock, Mariah Carey Cover, Eigenveröffentlichung)
- 2013: Whatever Makes You Feel Superior (Bird’s Robe Records)
- 2014: Wuthering Heights (Kate Bush Cover, Eigenveröffentlichung)
- 2014: Whoa! (Bird’s Robe Records)

Kompilationen
- 2010: 12 EPs in 12 Months - The First Six (EPs 1-6 komplett; Eigenveröffentlichung)
- 2010: 12 EPs in 12 Months - The Last Six (EPs 7-12 komplett; Eigenveröffentlichung)
- 2010: Best of the '12EPs in 12 months'  (Eigenveröffentlichung)